# Roeselia plumatella
Roeselia plumatella är en fjärilsart som beskrevs av Druce 1885. Roeselia plumatella ingår i släktet Roeselia och familjen trågspinnare. Inga underarter finns listade.